# Buturlinsky (huyện)
Huyện Buturlinsky (tiếng Nga: ? райо́н) là một huyện hành chính tự quản (raion), của Tỉnh Nizhny Novgorod, Nga. Huyện có diện tích 1119 kilômét vuông. Trung tâm của huyện đóng ở Buturlino.